# Tulku
Tulku je po tibetanskem verovanju budistični Lama ali drug verski voditelj, ki se je zavestno odločil, da se ponovno rodi, mnogokrat zato, da bi nadaljeval svoje versko poslanstvo. Najbolj znan primer je linija Dalajlam, ki naj bi bili reinkarnacije prejšnjih trinajstih Dalajlam, začenši z Gedunom Drubom (1391 – 1474). Najstarejša linija Tulkujev je linija Karmape, duhovnega vodje Karma Kagyu tradicije, ki se je začela z Düsumom Khyenpo (1110-1193).

## Pomen
Izraz Tulku je tibetanski prevod sanskrtskega filozofskega izraza Nirmanakaja. Po filozofskem sistemu »trikaja« ali »treh teles« Bude je Nirmanakaja telo Bude v fizičnem človeškem telesu. Tako je oseba Siddharta Gautama, zgodovinski Buda, primer Nirmanakaje. V kontekstu tibetanskega budizma se »Tulku« na splošno nanaša na telesen obstoj razsvetljenih budističnih mojstrov. Ker naj bi bila reinkarnacija Lame nadaljevanje zavesti njegovega predhodnika v novem telesu, se novo inkarnacijo imenuje Tulku. Na splošno se ta beseda uporablja v takšnem smislu.

## Zgodovina
Institucija Tulkuja kot reinkarniranega Lame se je razvila med 12., 13. in 14. stoletjem, ko so različne šole tibetanskega budizma začele sprejemati možnost, da zgledni voditelji ostanejo med ljudmi kot institucije učiteljev, ki se reinkarnirajo iz enega življenja v naslednjega iz sočutja do svojih učencev. Na tej točki se je pojem »Nirmanakaje« povezal s pojmom reinkarnacije. Najbolj dramatična in v tistem času kontroverzna inovacija je bila ideja, da lahko Tulku podeduje zemljišče, posest (»labrang«) svoje prejšnje inkarnacije. To pravilo dedovanja je omogočilo porast ogromnega premoženja linij reinkarniranih Tulkujev.
Prvi prepoznani Tulku takšne vrste je bil Karmapa, voditelj Karma Kagyu šole tibetanskega budizma; natančneje prvi, ki je bil prepoznan za reinkarnacijo, je bil drugi Karmapa, Karma Pakshi (1024-1283). Današnji Karmapa je 17. inkarnacija.
Politično daleč najmočnejša Tulku linija v zadnjih nekaj stoletjih je linija Dalajlame, ki ima štirinajst inkarnacij, začenši z Gedunom Drubom. Naziv »Dalajlame« ni bil dodeljen na samem začetku: druga inkarnacija je bila preprosto prepoznana kot ponovno rojstvo Geduna Druba. Enako je veljalo za tretjo inkarnacijo, Sonama Gyatsa, dokler ni kot odrasel dobil naziva »Dalajlama«. Njegovima predhodnikoma je bil naslov podeljen posthumno.
Lobsang Gyatso (1617-1682), peti Dalajlama, je institucijo Dalajlame uveljavil kot prevladujočo politično silo v Tibetu. Po tem, ko se je njihova moč utrdila, je tibetanska vlada v Lhasi zavrnila prepoznavanje nekaterih pomembnejših Tulkujev. V nekaterih primerih so jih celo prepovedali, če je prejšnji nosilec naslova padel v nemilost. Znan primer te kazni je bil Shamarpa, nekoč najmočnejši podrejenec Karmape, kateremu je Dalajlama leta 1792 z ukazom reinkarniranje prepovedal. Ta prepoved je ostala v veljavi tudi po tem, ko je Dalajlama izgubil oblast v Tibetu v petdesetih letih 20. stoletja, čeprav se je kasneje razkrilo, da je Karmapa v obdobju posredovanja reinkarnacije Sharmape skrivno prepoznaval.

## Značilnosti
Tibetolog Françoise Pommaret ocenjuje, da je danes mogoče najti približno 500 Tulku linij preko Tibeta, Bhutana, severne Indije, Nepala, Mongolije in južnozahodnih provinc Kitajske. Velika večina Tulkujev je moških, čeprav obstaja tudi manjše število ženskih Tulku linij.
Linije Tulkujev so lahko med seboj povezane, na primer Pančenlama tradicionalno prepozna inkarnacijo Dalajlame in obratno. V večini primerov ni takšne povezave, vendar spoštovani Lame vedno preverijo potencialne kandidate. To pogosto vključuje teste, na primer, preverjanje, če otrok prepozna znance ali predmete iz njegovega prejšnjega življenja, ali če zna odgovoriti na vprašanja, ki bi jih lahko poznal samo njegov predhodnik. V knjigi »Magija in skrivnost v Tibetu« Alexandra David-Neel piše: »Določeno število predmetov kot so male, obredni predmeti, knjige, čajne skodelice, itn. je položenih skupaj, in otrok mora izbrati tiste, ki so pripadale preminulemu Tulkuju, s čimer pokaže, da prepozna stvari, ki so bile »njegove« v prejšnjem življenju.« Ta postopek je bil uprizorjen v filmu Kundun.
Ko se Tulku bliža smrti, ga ljudje okoli njega pozorneje poslušajo, da bi lahko dobili ključ, ki bi jim lahko pomagal najti njegovo reinkarnacijo. Včasih Tulku za seboj pusti pismo z napovedjo, v katerem opiše, kje ga bodo našli. Tudi Prerokbe, ki se lahko nanašajo na mnoge generacije naprej ali nazaj imajo svojo vlogo.
Medtem ko je večina Tulkujev, zgodovinsko gledano, Tibetancev, so se nekateri rodili tudi v drugih narodih, s katerimi so Tibetanci imeli stike, na primer z Mongoli. Obstajajo tudi Tulkuji, ki so tesno povezani s tibetansko budistično prakso v nekaterih državah zunaj Tibeta, in po navadi so rojeni v tej državi; takšen primer je Jetsun Dampa iz Mongolije. V sodobnem času, ko tibetanski budizem pridobiva privržence po vsem svetu, se  manjše število Tulkujev najde med zahodnjaki. Morda je versko najpomembnejši Tulku Tenzin Ösel, rojen leta 1985 španskim staršem, prepoznan kot reinkarnacija Thubtena Yeshe, vplivnega tibetanskega Lame.

## Mednarodna terminologija
Tibetanski budizem ni tradicionalna religija le za Tibetance, pač pa tudi za Mongole in njihove sorodnike. Mongolski izraz za Tulku je qubilγan, čeprav se takšne osebe lahko naziva tudi s častnim nazivom qutuγtu (Tib: 'phags-pa / Skt: ārya), ali hutagt v standardnem Khalkha dialektu.
Sodobna kitajska beseda za Tulku je huófó, kar dobesedno pomeni »živeči Buda«. Tako se  izraz »živeči Buda« včasih uporablja kot Tulku, čeprav redko izven kitajskih virov. Tipično poimenovanje v kitajskih virih za mlado inkarnacijo (domnevno moško) Tulkuja je »duša fant«.

## Seznam imen znanih Tulku linij
- Dalajlama
- Karmapa
- Pančenlama
- Shabdrung
- Shamarpa
- Tai Situpa
- Trungpa